# Jean-Sébastien Bax
Jean-Sébastien Bax (né le 5 octobre 1972 à Marseille) est un footballeur franco-mauricien, évoluant comme milieu défensif ou comme défenseur. Il compte plus de seize sélections avec l'équipe de Maurice de football.

## Palmarès
- Coupe de La Réunion
  - Vainqueur : 1997
  - Finaliste : 1998
- Championnat d'Afrique du Sud
  - Champion : 2002
- Coupe d'Afrique du Sud
  - Vainqueur : 2003